# いすゞ・P799WE
いすゞP799WEはいすゞ自動車によって製作されたフォーミュラ1 (F1) 用 V型12気筒ガソリンエンジン。

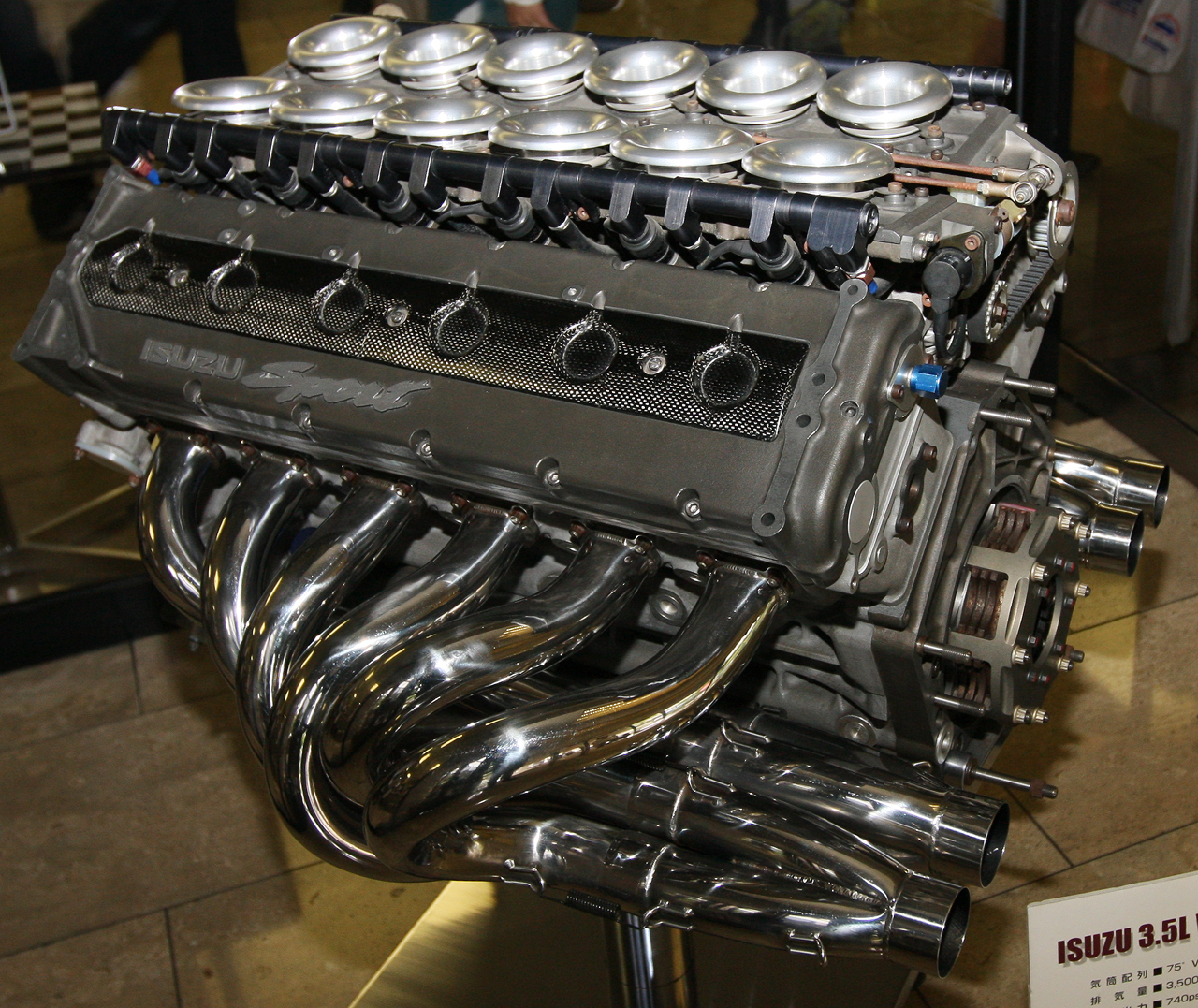
Isuzu P799WE

## 開発の経緯
ディーゼルエンジンの製作で有名ないすゞは、自社のガソリンエンジン製作技術がどこまで通用するかということを確かめるためにP799WEの製作に入った。当時、F1で採用されていた3.5Lエンジンを製作することとなったが、このエンジンの目的はあくまでテストであり、F1参戦ではなかった。また、F1だけでなくグループCカーにも搭載できるように考慮された。

## 歴史

### 製作
1990年1月にP799WEの製作に入った。前述のように、レース参戦が目的ではなかったため、メンバーは4人だけであった。各種部品は神戸製鋼所などに製作を依頼した。しかし、ピストンはレーシングエンジン向けピストン製作で有名なマーレに依頼された。12月には部品がそろい、12月24日についに1号機が完成となった。

### テスト
1991年2月に火入れ、ベンチテストが行われた。本来では、このベンチテストで終了する予定だったが、いすゞ技術者の予想を超える出来だったことから、実際にF1マシンに搭載してテストをすることとなった。
当時、いすゞは乗用車部門でロータス・カーズと関係があったこと、チーム・ロータスに多数の日本企業（タミヤ、コマツ、シオノギなど）がスポンサーとしてついていたため、容易に接触、交渉する事ができ、8月のテストが決定した。
チーム・ロータスが1991年で使用した102Bは、ジャッド製V8エンジンを搭載していた。しかし、102Bのベースとなった102はランボルギーニ製V12エンジンを搭載していたため、P799WEを搭載するための大幅な改造はあまりなかったが、ある程度の改造を要した。具体的にはエンジンマウントの改造、ベルハウジングの製作、エンジンカウルの再製作、ラジエターの大型化だった。このマシンは「ロータス 102C」と命名された。
7月31日と8月2日にロータス・カーズのテストコースでシェイクダウンが行われた。その後、8月6日からシルバーストン・サーキットでのテストを開始した。6日は南コースを120km、7日はフルコースを150km走行した。発電用のオルタネーターを搭載していなかったため、車体に数個のバッテリーを搭載した。それらの影響から、102Cの車重は102Bと比べて約40kg増となっていたという。
この102Cが記録した最速ラップは1分30秒であり、同日にテストを行っていたマクラーレン・ホンダのアイルトン・セナの約6秒遅れだった。ただし前述の車重の問題等もあり、実際のエンジン性能にはそこまでの差はなかったとされ、チーム関係者からは「少なくともランボルギーニV12と同程度の性能は出ていた」との意見も聞かれる。またドライブを担当したジョニー・ハーバートも高い評価コメントを残している。
テストから1ヵ月後、ロータスのピーター・コリンズは「私の経験に基づけば、レーシングエンジン（いすゞ）を1発で始動できたのは初めてだ」と、いすゞを賞賛する発言をした。

### その後
しかし、いすゞとしては当初の目標であるテスト走行までこぎつけたことで、目的は達成できたと判断。このシルバーストーンでの走行テストもベンチテストの予算を回して行われていた。
P799WEは部品としては10台分が製作され、1997年時点では完成状態で7台、部品として2台が現存していた。しかし、2009年現在で存在が確認されているのはタミヤ本社に展示されている1台のみである。ほかのエンジンについては不明である。

## スペック
- 全長 690mm
- 全幅 580mm
- 全高 495mm
- 気筒数・角度 V型12気筒・75度
- 排気量 3,493cc
- 最大馬力 646PS/12,000rpm（初期）,765PS/13,500rpm（後期）
- 最大トルク 41.0kg·m/10,000rpm（初期）,42.5kg·m/11,500rpm（後期）
- ピストンボア 85mm
- ストローク 51.3mm
- 圧縮比 13.0:1
- 重量 158kg